# Concha Carretero
Concha Carretero (Barcelona, 1918 - Madrid, 1 de enero de 2014) fue una militante comunista española antifranquista, miembro de las Juventudes Socialistas Unificadas (JSU), que fue compañera de celda de las Trece Rosas, fusiladas poco después de terminada la guerra civil española.

## Biografía
Nació en Barcelona, pero su familia se trasladó a Madrid cuando solo tenía dos años. Su padre era anarquista y murió joven.
Inició su militancia en las Milicias Antifascistas Obreras y Campesinas (MAOC) y, al disolverse, pasó a las Juventudes comunistas que en 1936 se unieron las Juventudes Socialistas formando la Juventudes Socialistas Unificadas (JSU).
Tras la entrada en Madrid de las tropas franquistas a finales de marzo de 1939, fue encarcelada por pertenecer a las JSU. Compartió celda en la  prisión de Ventas con otras compañeras de las JSU, trece de las cuales fueron fusiladas el 5 de agosto de 1939, pasando a la historia como Las Trece Rosas. Ese mismo día, Concha Carretero había sido llevada al cementerio de la Almudena de Madrid, donde fue objeto de un simulacro de fusilamiento. De vuelta a la  fue apaleada y, cuando despertó, conoció la noticia de la muerte de sus amigas. Pasó once meses en prisión.
En enero de 1941 volvió a entrar en prisión acusada de ayuda a la guerrilla urbana. En junio de ese año recuperó la libertad ya definitivamente.
Tras la muerte del general Franco, dedicó sus esfuerzos a reivindicar la memoria de Las Trece Rosas, sin olvidar a los 43 hombres que también fueron fusilados ese mismo día y a quienes llamaba «mis 43 claveles». Solía impartir charlas en centros educativos y participaba en los homenajes que cada año se celebraban en recuerdo de Las Trece Rosas. «He visto de todo en mi larga vida, mayoritariamente, injusticias», declaró en uno de ellos. Colaboró con el director Benito Zambrano en la realización de la película La voz dormida. A su fallecimiento, fue recordada por el líder de Podemos, Pablo Iglesias, el historiador David Jorge o la cantautora Lucía Sócam.